# SMS Weißenburg
El SMS Weißenburg (llamado así por la Batalla de Weissemburg de la Guerra franco-prusiana) fue uno de los primeros acorazados oceánicos de la Marina Imperial alemana, el tercero de los acorazados Pre-dreadnought de la clase Brandenburg, compuesta además por sus tres gemelos Brandenburg, Wörth y Kurfürst Friedrich Wilhelm. 
Fue puesto en grada en los astilleros AG Vulcan de Stettin en 1890, desde donde fue botado en 1891 y se terminaron sus obras en 1894. La clase Brandenburg era la única de su era que montaba seis cañones de grueso calibre en tres torres gemelas, en oposición a los cuatro en dos torres gemelas de otras armadas. En la Royal Navy británica, se referían burlonamente a estos buques como "balleneros".
El Weißenburg tuvo una actividad limitada durante su servicio con la flota alemana. Junto con sus gemelos, tomó parte en uno de los mayores despliegues navales de la época durante el Levantamiento de los bóxers. Fue sometido a una importante modernización entre 1902 y 1904 y en 1910, el Weißenburg fue vendido al Imperio otomano que lo renombró Turgut Reis, en memoria del pirata homónimo turco del siglo XVI. El buque participó en combate durante la Guerra de los Balcanes, principalmente proporcionando apoyo artillero a las fuerzas de tierra otomanas, aunque también intervino en dos enfrentamientos navales con la armada griega en diciembre de 1912 y enero de 1913. Permaneció inactivo gran parte de la Primera Guerra Mundial, debido en parte a su baja velocidad. Desde 1924, el Turgut Reis fue utilizado como buque escuela hasta su baja en 1938. Finalmente fue desguazado a mediados de la década de 1950.

## Construcción

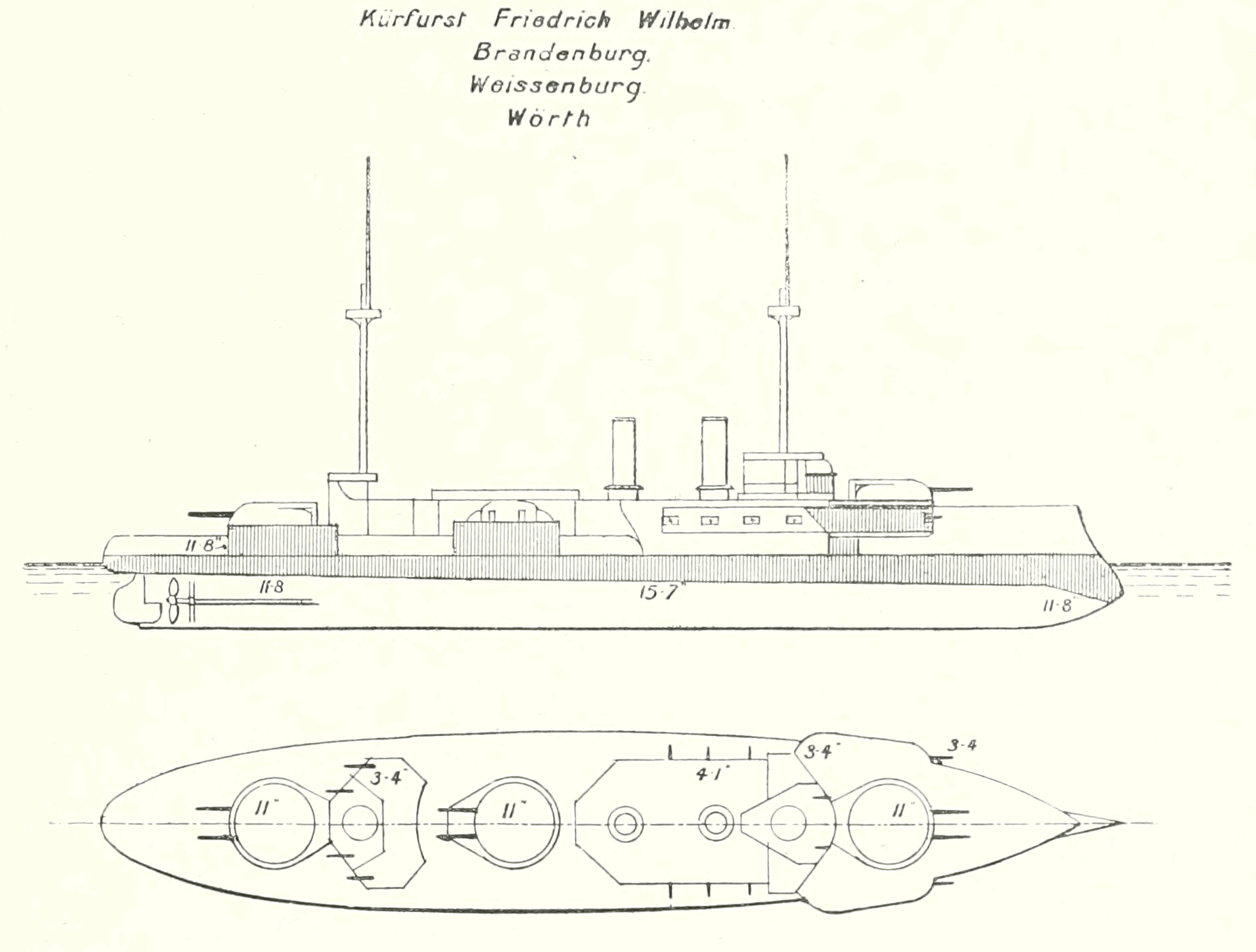
Diagrama de los buques de la clase Brandenburg.

El Weißenburg fue el tercero de los cuatro acorazados de la clase Brandenburg. Fue ordenado como acorazado C según la costumbre alemana de no asignar nombre al buque hasta su botadura. Fue puesto en grada en los astilleros AG Vulcan de Szczecin en 1890 con el número de construcción 199. Tercero de la clase en ser botado, lo cual se produjo el 30 de junio de 1891, se le asignó a la flota alemana el 29 de abril de 1894, el mismo día que su gemelo el SMS Brandenburg.
El Weißenburg tenía una eslora de 115,7 m para una manga de 19,5 m, que se veía incrementada hasta los 19,74 cuando utilizaba las redes antitorpedo, y un calado de 7,6 m a proa y 7,9 m a popa. El buque tenía un desplazamiento de diseño de 10 013 t, que llegaban a 10 670 t a plena carga. Estaba equipado con tres máquinas de vapor de 3 cilindros y triple expansión que rendían 10 228 cv, lo que le permitía alcanzar una velocidad máxima de 16,9 nudos.
El buque tenía la inusual configuración para su época de seis cañones de grueso calibre en tres torretas dobles, en lugar de los usuales cuatro cañones en dos torretas de los acorazados contemporáneos. La torreta delantera y la posterior montaban dos piezas de 280 mm K L/40 y la torreta central, los cañones del mismo calibre, pero más cortos, L35. Su armamento secundario consistía en ocho piezas de 105 mm SK L/35, de disparo rápido montados en casamatas y ocho piezas de 88 mm SK L/30 de disparo rápido, también montados en casamatas. El armamento del Weißenburg se veía completado por seis tubos lanzatorpedos de 450 mm, todos situados por encima de la línea de flotación en montajes giratorios. Aunque la batería principal era más pesada que la de otros buques capitales de la época, su batería secundaria se consideraba débil en comparación con la de otros acorazados.

## Historial de servicio

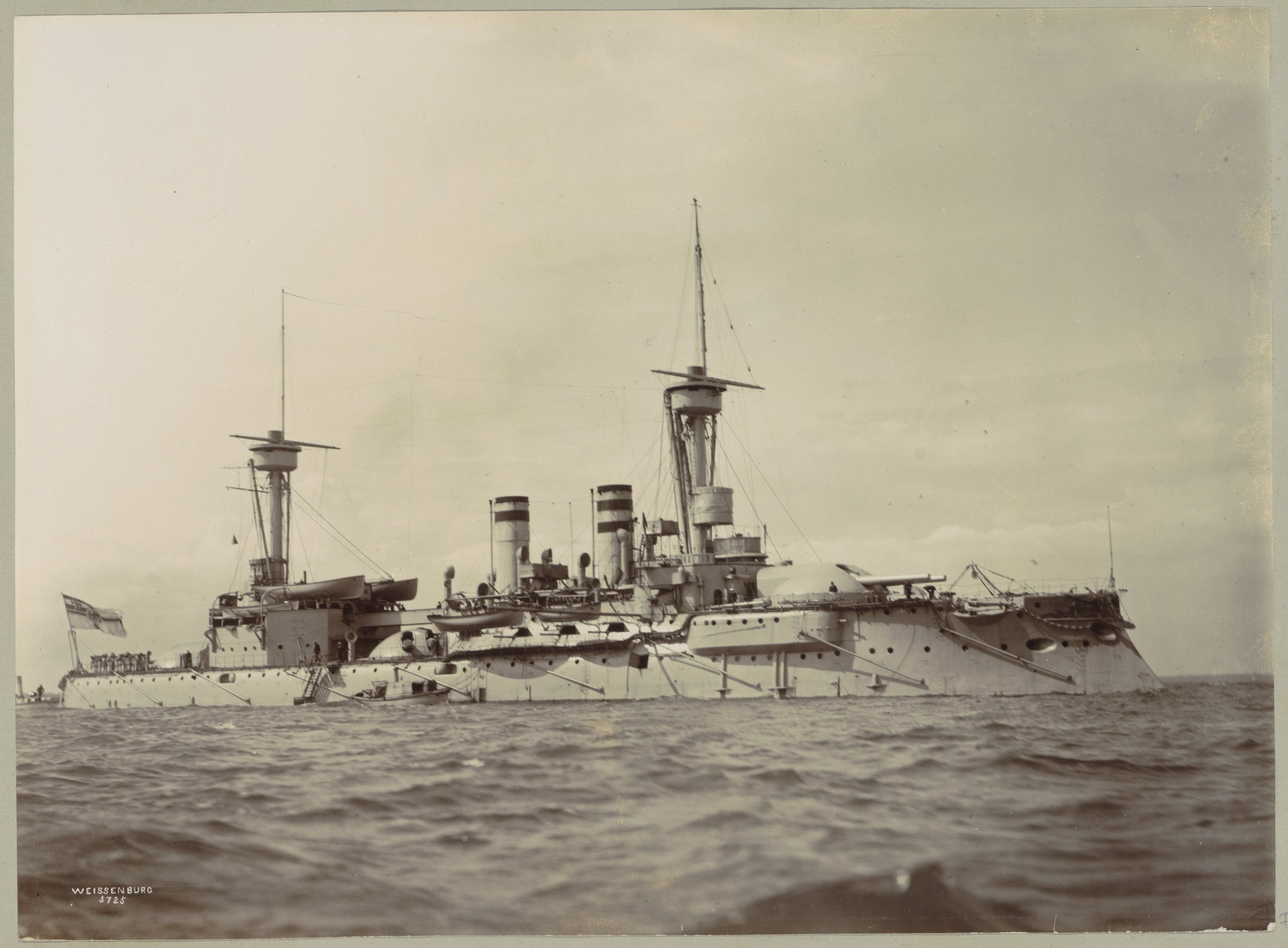
El SMS Weißenburg, en la época que estaba en servicio en la armada alemana.

Tras ser dado de alta, el Weißenburg fue asignado a la I División de la I escuadra de combate junto a sus tres gemelos. La I escuadra se veía completada por las cuatro obsoletas fragatas blindadas de la clase Sachsen de la II División, que entre 1901-1902 fueron reemplazadas por los nuevos acorazados de la clase Kaiser Friedrich III.

### Levantamiento de los bóxers
La primera operación de importancia en la que tomó parte el  Weißenburg  tuvo lugar en 1900, cuando la I División fue desplegada en China durante el levantamiento de los bóxers. La fuerza expedicionaria consistía en los cuatro Brandenburg, seis cruceros, diez cargueros, tres torpederos y seis regimientos de infantería de marina, bajo el mando del mariscal Alfred von Waldersee. El almirante Alfred von Tirpitz se oponía al plan por considerarlo innecesario y costoso. La flota llegó a China cuando el cerco a Pekín ya había sido levantado. Como resultado, la flota se dedicó a sofocar los levantamientos locales en torno a Kiaochow. Finalmente, el costo de la operación para el gobierno alemán ascendió a 100 millones de marcos.

### Reconstrucción y servicio con la Armada otomana

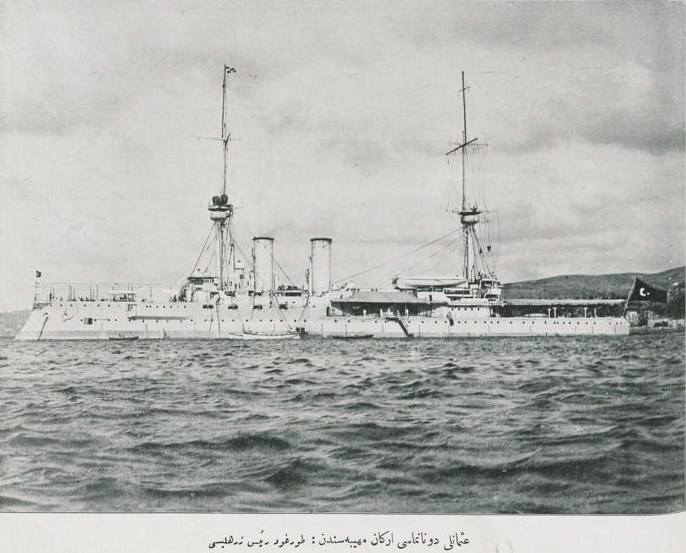
El Turgut Reis en el año 1910, ya en servicio en la armada otomana.

En 1902, tras el retorno de China, el Weißenburg entró en los astilleros Kaiserliche Werft de Wilhelmshaven para ser sometido a una reconstrucción intensiva. Tras concluir su modernización en 1904, el buque volvió al servicio activo con la flota. Aunque tanto él como sus gemelos quedaron rápidamente obsoletos con la aparición del HMS Dreadnought en 1906. Como resultado, su servicio con la armada alemana quedó limitado. El 12 de septiembre de 1910, el SMS Weißenburg y el SMS Kurfürst Friedrich Wilhelm, los más avanzados de su clase, fueron vendidos al Imperio otomano, donde recibieron los nuevos nombres de Turgut Reis y Barbaros Hayreddin, respectivamente, en memoria de los almirantes otomanos Turgut Reis y Hayreddin Barbarossa). Un año después, en septiembre de 1911, Italia declaró la guerra al Imperio otomano. El Barbaros Hayreddin, junto al Turgut Reis y una antigua fragata blindada de batería central, el Mesudiye, que había sido construida a comienzos de 1870, realizaron un crucero de entrenamiento durante el verano, comenzando el mes de julio, como preparación para el conflicto. A pesar de esto, los buques pasaron la guerra en puerto.

#### Guerra de los Balcanes
La Primera Guerra de los Balcanes comenzó en octubre de 1912, cuando los miembros de la Liga Balcánica atacaron al Imperio otomano. El estado de conservación del Turgut Reis, al igual que el de otros buques de la flota otomana, se había deteriorado significativamente. Durante la guerra, el Turgut Reis efectuó entrenamientos de artillería junto a otros buques capitales de la Armada otomana, escoltó convoyes de tropas y realizó bombardeos a instalaciones costeras. El 17 de noviembre de 1912, el Turgut Reis dio cobertura artillera al III Cuerpo de ejército otomano que luchaba contra fuerzas búlgaras. El buque fue apoyado por observadores de artillería en la costa. Aunque el bombardeo fue ineficaz, elevó considerablemente la moral del ejército otomano en Çatalca. A las 17:00, las fuerzas de infantería búlgaras se vieron forzadas a volver a sus posiciones iniciales, en parte, debido al efecto psicológico del bombardeo de los acorazados.

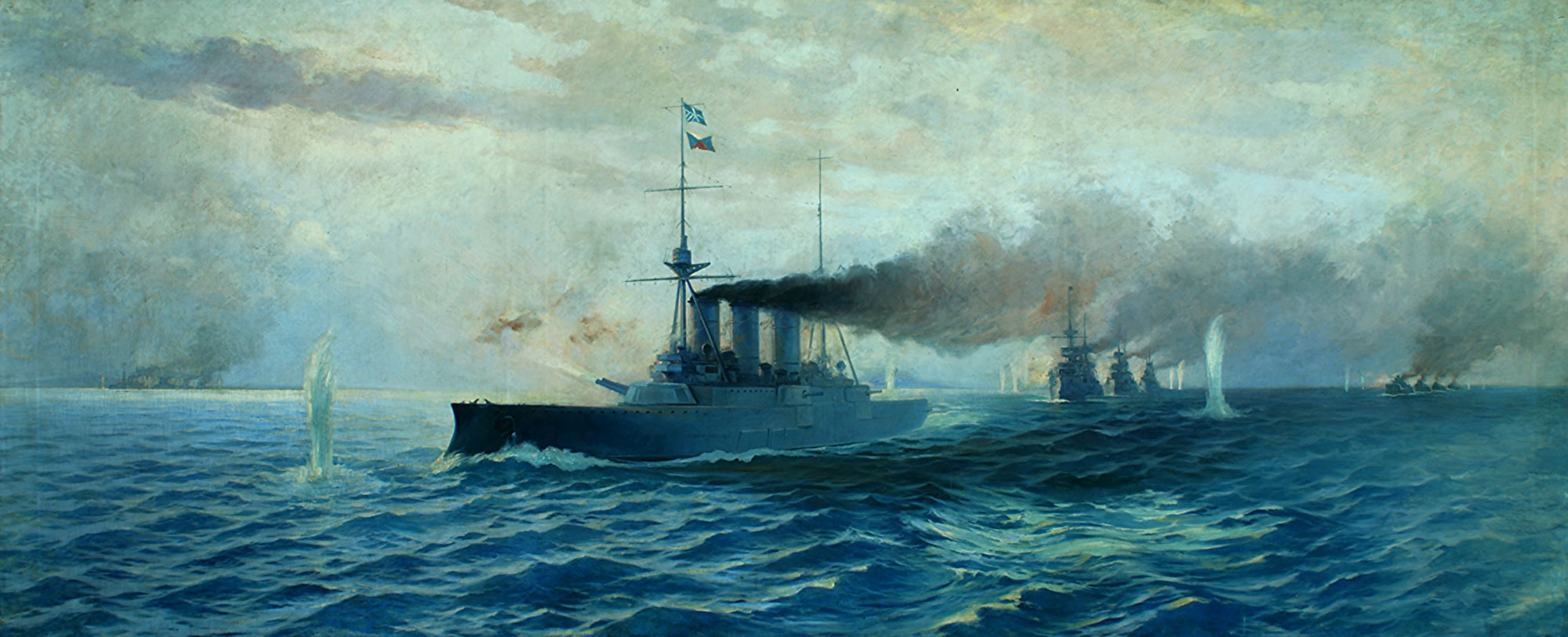
Escuadra griega en la Batalla de Elli.

Posteriormente en 1912, la flota otomana atacó a la Armada griega en un intento de romper el bloqueo naval en los Dardanelos. Se produjeron dos enfrentamientos navales, la Batalla de Elli el 16 de diciembre de 1912, seguida de la Batalla de Lemnos, el 18 de enero de 1913. 
En la primera acción, las fuerzas otomanas se vieron apoyadas por sus baterías de artillería de costa. Tanto las fuerzas griegas como las turcas sufrieron daños menores durante el enfrentamiento, pero los turcos no fueron capaces de romper el bloqueo y tuvieron que retirarse a la seguridad de los Dardanelos. Las fuerzas otomanas incluían al Turgut Reis y su gemelo el Barbaros Hayreddin —buque insignia de la flota—, dos obsoletos ironclad, nueve destructores y seis torpederos, que sortearon los Dardanelos a las 9:30. Los buques más pequeños quedaron en la seguridad del estrecho, mientras que los acorazados navegaron con rumbo norte, manteniéndose cerca de la costa. La flotilla griega, que comprendía al crucero acorazado  Georgios Averof y tres ironclads de la clase Hydra, partió de la isla de Imbros de patrulla y, tras detectar a las fuerzas otomanas, alteró su curso al noroeste y avanzó hacia sus oponentes. Las fuerzas otomanas fueron las primeras en abrir fuego a las 9:50, a largo alcance, desde aproximadamente 13 700 m; los griegos respondieron 10 minutos después, en los que la separación entre ambas flotas se había reducido a 7 700 m. A las 10:04, los turcos viraron 180 grados y regresaron a la seguridad del estrecho. La batalla se consideró una victoria griega a pesar de no haber habido bajas, ya que los turcos no consiguieron romper el bloqueo.

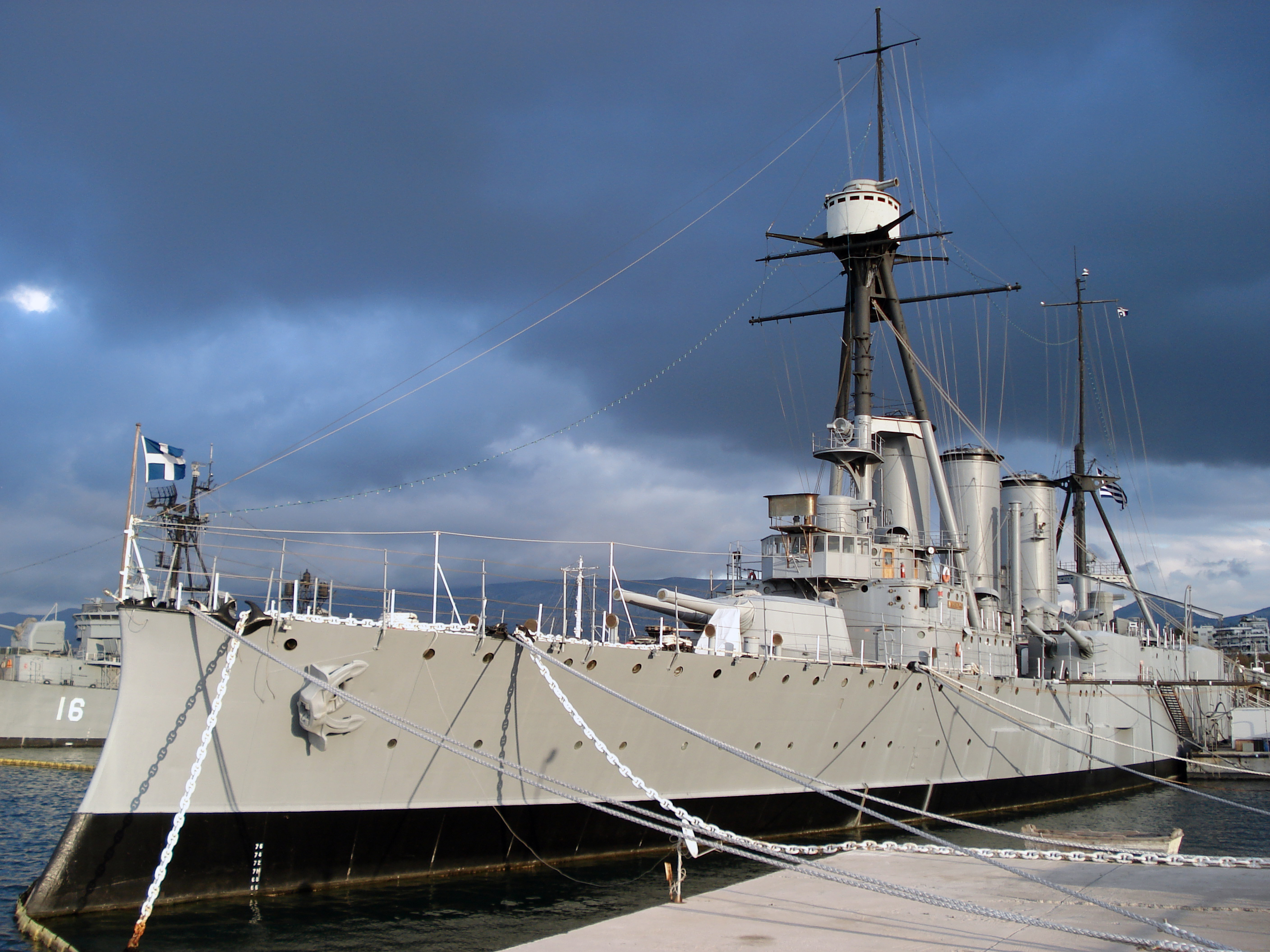
Crucero acorazado griego Georgios Averof.

La Batalla de Lemnos tuvo lugar como resultado del plan turco de atraer al más rápido Georgios Averof lejos de los Dardanelos. Para hacer esto, el crucero protegido Hamidiye evadió el bloqueo griego y entró en el mar Egeo. Aunque la posición del crucero suponía una amenaza, el comandante griego evitó separar al Georgios Averof. Presumiendo que el plan había funcionado, el Barbaros Hayreddin, Turgut Reis y otras unidades de la flota otomana partieron de los Dardanelos la mañana del 18 de enero con rumbo a la isla de Lemnos. El Georgios Averof interceptó a la flota aproximadamente a 12 mn de Lemnos, provocando la retirada de los buques turcos. El duelo artillero se prolongó durante dos horas, comenzando en torno a las 11:25. El Georgios Averof consiguió algunos impactos en la flota otomana desde 4600 m. Durante la batalla, tanto el Barbaros Hayreddin como su gemelo recibieron impactos y dispararon en torno a 800 proyectiles de sus cañones principales de 280 mm, pero sin éxito. Este fue el último intento otomano de entrar al Egeo durante la guerra.
El 8 de febrero de 1913, la armada otomana dio cobertura a un asalto anfibio a Şarköy. El Barbaros Hayreddin y el Turgut Reis, junto a varios cruceros, proporcionaron cobertura de artillería a varios kilómetros de la costa. Los buques apoyaron el flanco izquierdo del ejército otomano una vez en la costa. El ejército búlgaro logró forzar la retirada de las fuerzas otomanas, pero a pesar de ello la retirada fue exitosa, en parte, gracias a la cobertura artillera del Turgut Reis y del resto de la flota. Durante el combate, el Turgut Reis disparó 22 proyectiles de 105 mm y 202 de 88 mm.
En marzo de 1913, el buque retornó al mar Negro para reanudar su apoyo a la guarnición de Çatalca, la cual continuaba bajo el ataque del ejército búlgaro. El 26 de marzo disparó sus cañones de 280 mm y 105 mm junto a los del Turgut Reis para ayudar a repeler el avance de la 2ª brigada de la 1ª división de infantería búlgara. El 30 de marzo, el ala izquierda de la línea otomana comenzó a perseguir a las fuerzas búlgaras en retirada. Su avance fue apoyado por artillería de campo y los cañones de grueso calibre del Turgut Reis y otros buques de guerra posicionados cerca de la costa; el asaltó ganó para los turcos en torno a 1.500 m a la caída de la noche. En respuesta, los búlgaros mandaron la 1.ª brigada al frente, que forzó a los turcos a volver a la posición inicial.

#### Primera Guerra Mundial

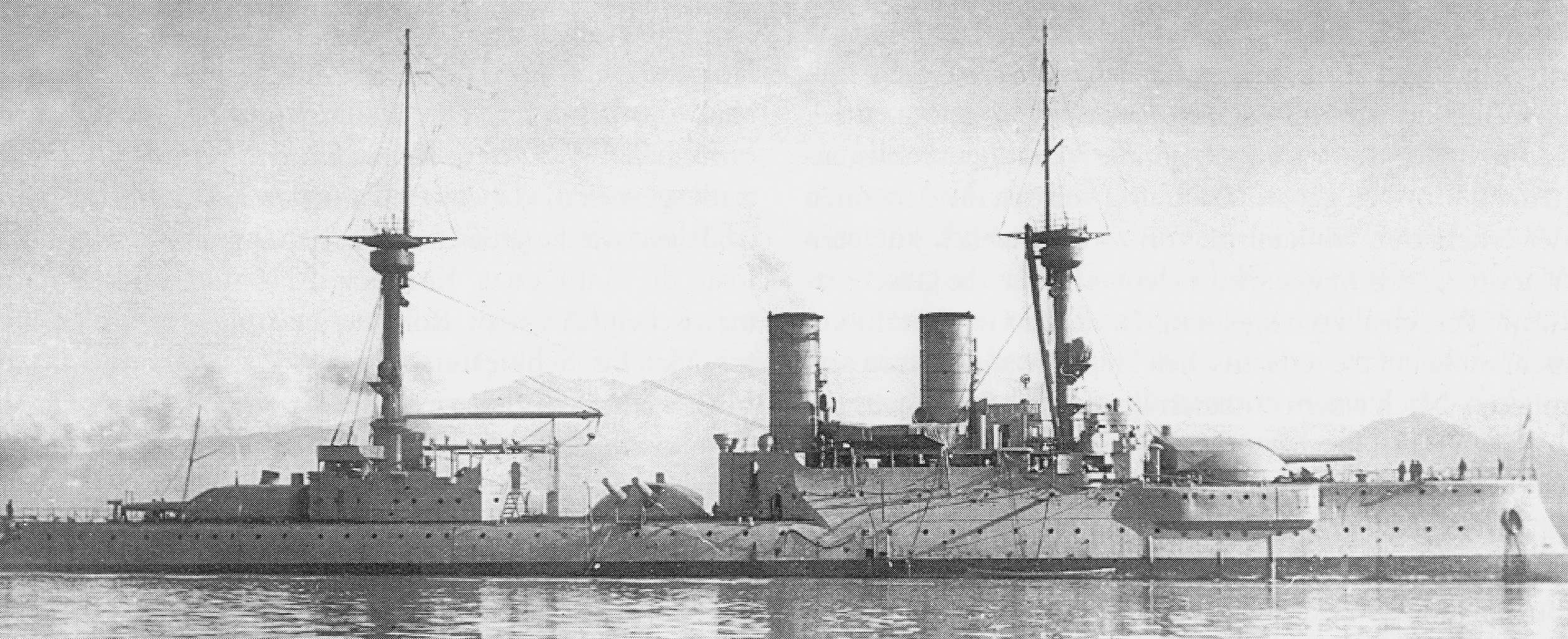
El Turgut Reis en el año 1915.

En el verano de 1914, cuando dio comienzo la Primera Guerra Mundial, el Imperio otomano en un principio permaneció neutral. A principios de noviembre, las acciones del crucero de batalla alemán SMS Goeben, el cual había sido transferido a la Armada otomana con el nuevo nombre de Yavuz Sultan Selim, dieron como resultado la declaración de guerra por parte de Rusia, Francia y Gran Bretaña. Entre 1914 y 1915, algunos de los cañones del Turgut Reis fueron retirados y empleados como baterías de defensa costera para proteger los Dardanelos. El 19 de enero de 1918, el Yavuz y el crucero ligero SMS Breslau, el cual también había sido transferido a la Armada otomana con el nombre de Midilli, partieron de los Dardanelos para atacar a los monitores británicos que bloqueaban la salida del estrecho. Los buques hundieron rápidamente al HMS Raglan y al HMS M28, y posteriormente volvieron a la seguridad de los Dardanelos. A continuación, los buques se internaron en un campo de minas. El Midilli chocó con cinco de ellas y se hundió, mientras que el Yavuz impactó con tres, terminando encallado tras una orden errónea de su capitán. El Yavuz permaneció allí más de una semana hasta que el Turgut Reis arribó al lugar el 25 de enero; el viejo acorazado tomó a remolque al Yavuz y lo liberó del banco de arena esa tarde.

#### Destino
El Turgut Reis fue retirado del servicio tras el fin de la contienda. Desde 1924, el buque fue transferido para desempeñar el rol de buque escuela. En esa época, mantenía únicamente dos de los originales seis cañones de 280 mm. El Turgut Reis continuó siendo utilizado como pontón estacionado en los Dardanelos desde 1938. Permaneció a flote hasta que finalmente fue desguazado entre 1956 y 1957.

### Buques de la clase
- SMS Brandenburg
- SMS Kurfürst Friedrich Wilhelm
- SMS Wörth

### Listas relacionadas
- Acorazados
- Clases de acorazado
- Acorazados de Alemania